# Canethus
Canethus is een naam uit de Griekse mythologie en kan op twee personen slaan:
- Canethus, de zoon van Lycaon.[1]
- Canethus, de zoon van Abas en vader van Canthus, een van de Argonauten.[2]